# 齿苞风毛菊
齿苞风毛菊（学名：Saussurea odontolepis）为菊科风毛菊属的植物。分布在朝鲜、俄罗斯以及中国大陆的辽宁、吉林等地，生长于海拔100米至650米的地区，多生长于林缘及草地，目前尚未由人工引种栽培。